# Цудпуд Намгьял
Цудпуд Намгьял (1793, Рабденце — 1863, Тумлонг) — седьмой  чогьял (монарх) Сиккима. Правил 69 лет, что намного превышает срок пребывания у власти прочих чогьялов. При его правлении Сикким вступил в контакт с Британской Индией и в 1861 году стал британским протекторатом.
Отец Цудпуда Намгьяла, шестой чогьял Сиккима Тэнцзин Намгьял, вынужден был бежать в Лхасу в 1790 году после оккупации Западного Сиккима Непалом. Его пятилетний наследник бежал в Лхасу вместе с ним, но после смерти отца в 1793 году вернулся в Сикким, из которого к тому времени китайские войска вытеснили непальцев и сами установили контроль над княжеством. В 1793 году столица из Рабденце, находившегося слишком близко к границе, была перенесена в Тумлонг. 
После установления британского контроля над соседней Индией Сикким стал искать союза с англичанами против общего врага — Непала. Непал напал на Сикким, после чего Британская Ост-Индская компания атаковала Непал. В англо-непальской войне 1814—1816 годов Сикким выступил на стороне Британии, которая выгнала непальцев из Юго-Западного Сиккима. После войны были заключены Сугаульский мирный договор 1816 года между Непалом и Сиккимом, а также Титалийский мирный договор 1817 года между Сиккимом и Британской Индией. По Титалийскому договору территория, захваченная Непалом, была возвращена Сиккиму. 
В 1835 году чогьял сдал Дарджилинг в аренду Британской Ост-Индской компании. Договор об аренде был разорван в 1849 году, когда экспедиция двух британских исследователей, Джозефа Долтона Гукера и Артура Кэмпбелла (последний отвечал за связи британского и сиккимского правительств), проникла в Сикким без разрешения и предварительного уведомления. Они были задержаны и брошены в тюрьму. Британия послала Сиккиму ультиматум, и оба были освобождены после месяца заключения. Тем не менее Британия в феврале 1850 года послала карательную экспедицию против Сиккима, в результате чего Дарджилинг и Моранг (Южный Сикким) были присоединены к Индии (последний сейчас расположен в Непале). Сикким выбрал тактику нападений на Индию, в результате чего в 1860 и 1861 годах были организованы ещё две карательные экспедиции. Англичане захватили столицу Тумлонг и подписали мирный договор с Сиккимом в 1861 году, по которому Сикким стал британским протекторатом. Договор, в частности, предусматривал ежегодную финансовую поддержку чогьяла. Чогьял получил официальный статус в Британской Империи, равный статусу махараджи. Умер в 1863 году в возрасте 78 лет.
Был женат пять раз. От первой жены, Лабронг, имел сына (Хябдон Намгьял) и двух дочерей, имена которых не сохранились. Сын умер неженатым и не смог наследовать престол. Имя второй жены неизвестно, она происходила из Тибета и была сестрой Таши-Ламы. Имел от неё трёх сыновей: старший, Сидеконг Намгьял, стал восьмым чогьялом Сиккима, имя второго неизвестно, имя третьего Аватар Намгьял. Имя третьей жены неизвестно, четвёртая жена — Тунна Динга. От этих жён у Чогьяла не было детей. Последняя жена — Махарани Менча, родила сына (Тутою Намгьял) и трёх дочерей. Также имел незаконных (от служанок) дочь и сына. Сын, Чангзед Гелонг Карпо Намгьял, после смерти отца женился на его вдове, Махарани Менча.